# Turmhügel Rastenhof
Der Turmhügel Rastenhof ist eine abgegangene mittelalterliche Turmhügelburg (Motte), unmittelbar nordwestlich an den Rastenhof, einen Ortsteil der Gemeinde Störnstein im oberpfälzischen Landkreis Neustadt an der Waldnaab in Bayern angrenzend. Über diese Niederungsburg sind keine geschichtlichen oder archäologischen Informationen bekannt, sie wird grob als mittelalterlich datiert. Von der gut erhaltenen Anlage auf halber Hanghöhe des Rastenberges hat sich ein quadratischer Turmhügel sowie ein Burggraben erhalten. Die Burgstelle ist als Bodendenkmal Nummer D-3-6239-0033: „Mittelalterlicher Turmhügel“ geschützt.

## Beschreibung
Die bewaldete Burgstelle in der Waldflur Schlossgraben befindet sich auf 467,7 m ü. NN Höhe in vom 496 m ü. NN hohen Rastenberg nach Nordnordosten leicht abfallendem Gelände.
Der gut erhaltene, rechteckige, pyramidenstumpfförmige Turmhügel überragt seine Umgebung um zwei Meter, ringsum zieht sich ein Graben als Annäherungshindernis. Dieser Graben erreicht eine Breite von sieben und eine Tiefe von zweieinhalb Metern. In der Nordhälfte des Grabens steht Wasser, das aus zwei kleinen Zuflüssen an der Nordwest- und der Ostnordostecke eintritt und an der Nordnordostseite nahe der Nordwestecke wieder aus dem Graben austritt. Der Turmhügel misst an seiner Basis 23 × 20 Meter, seine Plattform ist 15 × 13 Meter groß.